# SRGB

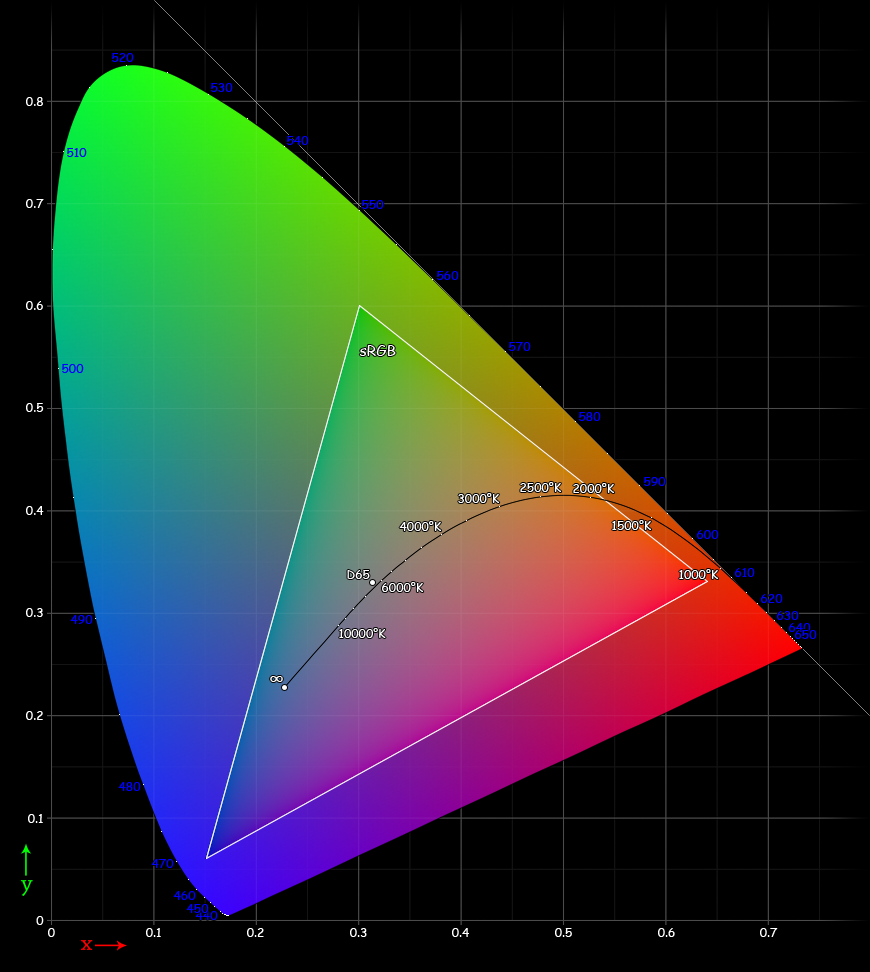
CIE 1931 xy kromaticitetsdiagram som visar färgomfånget hos sRGB-färgrymden och placeringen av dess primärfärger. Vitpunkten, definierad som CIE:s standardilluminant D65, visas som en punkt i mitten.

sRGB är en standardiserad RGB-färgrymd skapad 1996 i samarbete mellan HP och Microsoft  för användning i bildskärmar, skrivare, och på Internet och därefter standardiserad av  IEC som IEC 61966-2-1:1999.
sRGB använder de primärfärger som definieras av standarden ITU-R BT.709, vilka är desamma som används i studiomonitorer och HDTV. Vitpunkten definieras som CIE:s standardilluminant D65.
Överföringsfunktionen, den så kallade gammakurvan som definierar förhållandet mellan signalstyrka och ljusstyrka, utformades för att efterlikna de redan befintliga bildskärmarna med katodstrålerör (CRT-bildskärmar) och den äldre PAL-standarden. Detta innebar att sRGB-färgrymden kunde användas direkt på de CRT-bildskärmar som var typiska när den introducerades, något som drastiskt bidrog till dess stora genomslag.
Till skillnad från de flesta andra RGB-färgrymder kan sRGB:s gammakurva inte uttryckas som ett skalärvärde. Totalt sett har den ett värde på ungefär 2,2, nära svart bestående av en linjär sektion med gamma 1,0, och för övrigt av en icke-linjär sektion  som inkluderar en  exponent på 2,4 och en gamma som ändras från 1,0 till ungefär 2,3 (lutning hos log utvärde versus log invärde). 